# Nototrichium divaricatum
Nototrichium divaricatum är en amarantväxtart som beskrevs av David H. Lorence. Nototrichium divaricatum ingår i släktet Nototrichium och familjen amarantväxter. Inga underarter finns listade i Catalogue of Life.

## Bildgalleri

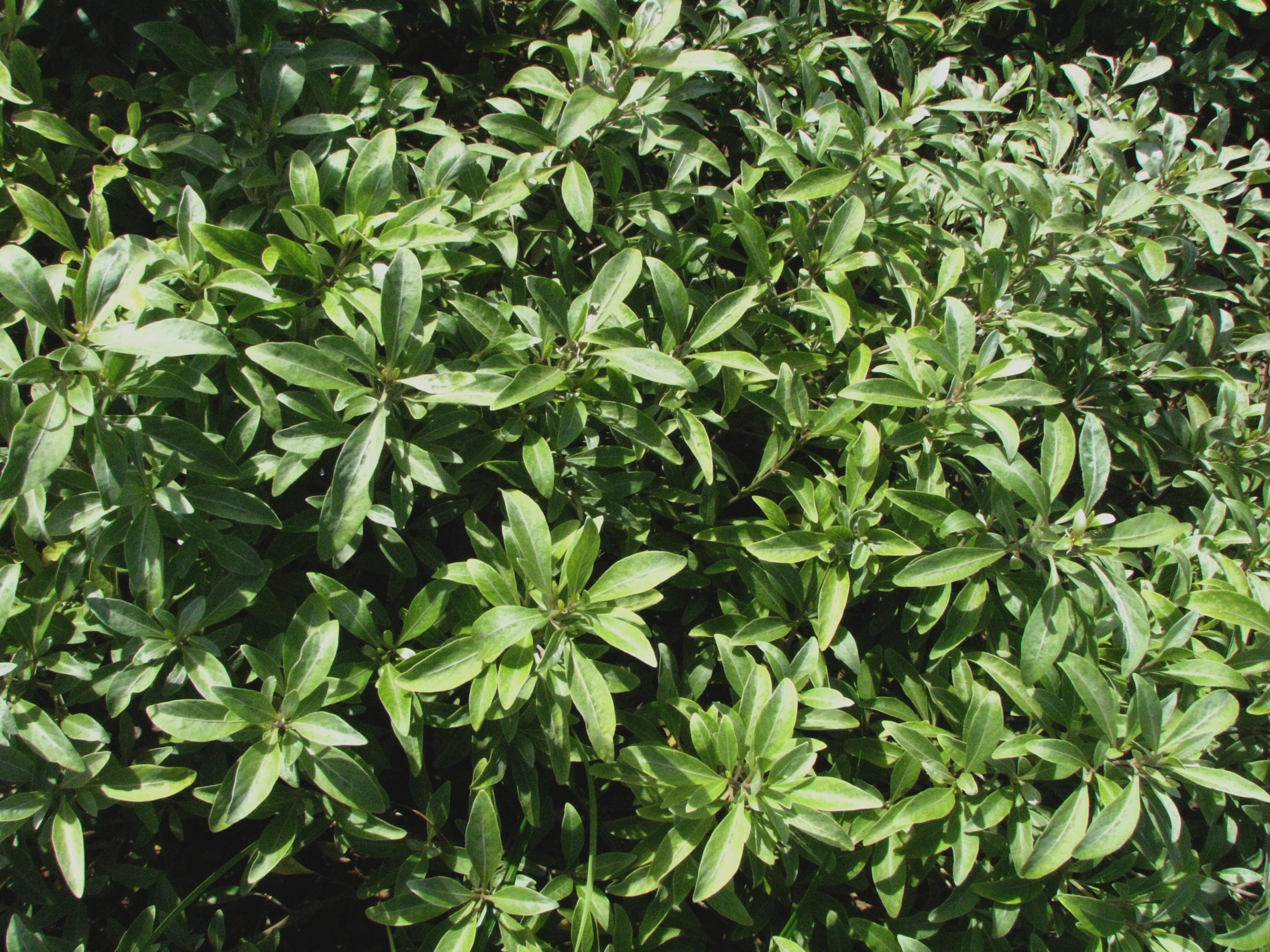
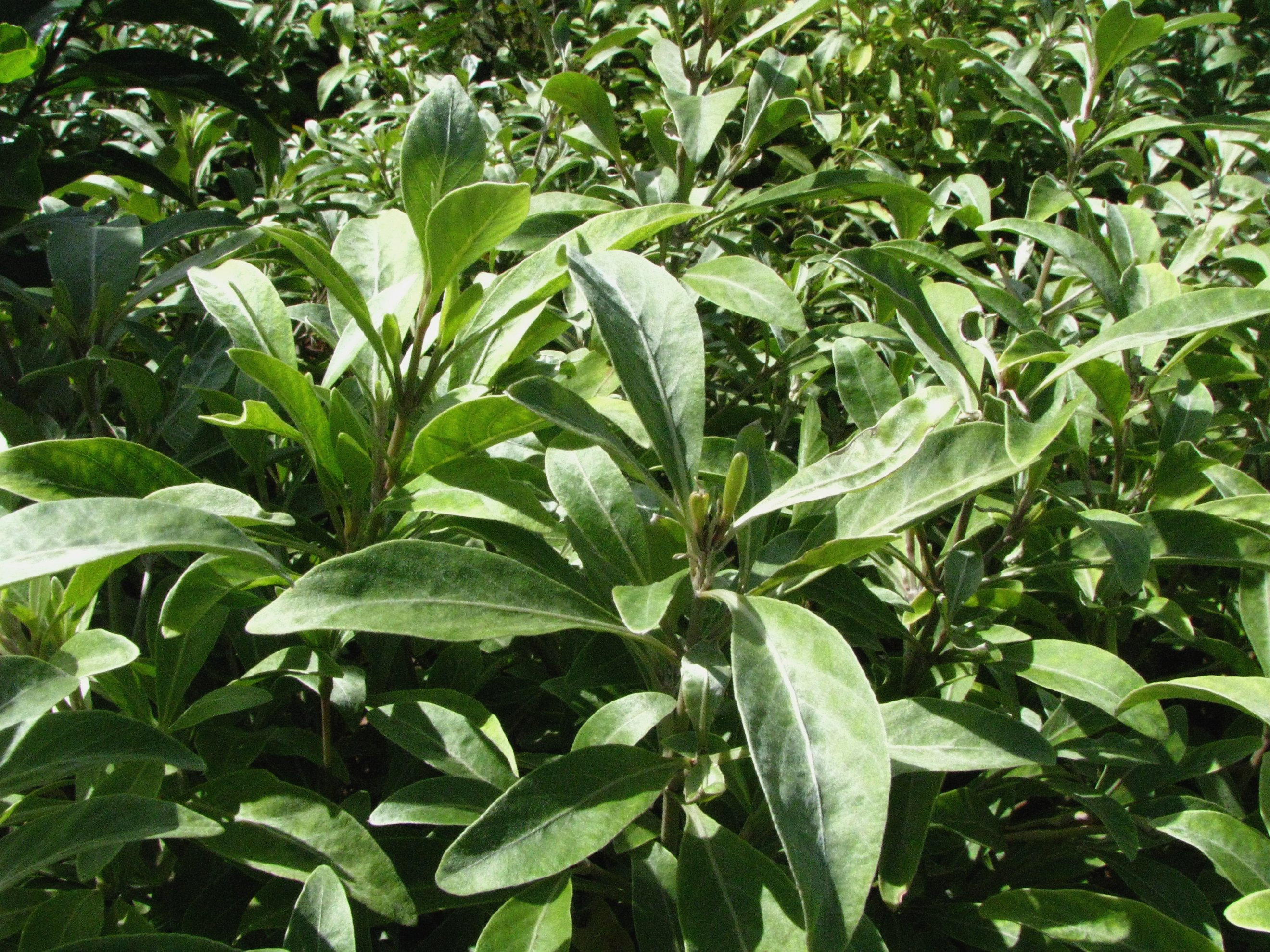